# Zamszany (obwód brzeski)
Zamszany (biał. Замшаны, Zamszany; ros. Замшаны, Zamszany) – wieś na Białorusi, w obwodzie brzeskim, w rejonie małoryckim, w sielsowiecie Chocisław, przy drodze republikańskiej R17.
Siedziba parafii prawosławnej; znajdują się tu cerkiew pw. św. Mikołaja Cudotwórcy i kaplica cmentarna.

## Historia
W XIX i w początkach XX w. położone były w Rosji, w guberni grodzieńskiej, w powiecie brzeskim.
W dwudziestoleciu międzywojennym leżały w Polsce, w województwie poleskim, w powiecie brzeskim, w gminie Małoryta. W 1921 wieś liczyła 546 mieszkańców, w tym 530 Białorusinów i 16 Polaków. 536 mieszkańców było wyznania prawosławnego i 10 rzymskokatolickiego.
Po II wojnie światowej w granicach Związku Sowieckiego. Od 1991 w niepodległej Białorusi.